# ساندرا ساریک
ساندرا ساریک (زاده ۸ مه ۱۹۸۴ در سنج ) تکواندوکار اهل کرواسی است. او نماینده کرواسی در مسابقات قهرمانی تکواندو جهان ۲۰۰۳ در گارمیش-پارتنکیرشن، در کشور آلمان بود که بعد از باخت در بازی نهایی مقابل قهرمان المپیک ۲۰۰۰، لی سون-هی توانست در کلاس سبک‌وزن (۶۷- کیلوگرم) مدال نقره را کسب کند. وی در سال ۲۰۰۸ در مسابقات قهرمانی تکواندو اروپا در رم ایتالیا شرکت کرد و در وزن متوسط (۷۲- کیلوگرم) برنده مدال طلا شد.
ساریک نماینده کشور خود در بازیهای المپیک ۲۰۰۸ پکن بود و در وزن زیر ۶۷ کیلوگرم مدال برنز را بدست آورد.